# Campeonato Soviético de Xadrez de 1923
O Campeonato Soviético de Xadrez de 1923 foi a 2ª edição do Campeonato de Xadrez da União Soviética. A disputa foi realizada em Petrogrado, entre 8 e  24 de julho de 1923. Peter Romanovsky foi o campeão.

## Classificação e resultados
| N° | Jogador                  | 1 | 2 | 3 | 4 | 5 | 6 | 7 | 8 | 9 | 10 | 11 | 12 | 13 | Total |
| -- | ------------------------ | - | - | - | - | - | - | - | - | - | -- | -- | -- | -- | ----- |
| 1  | Peter Romanovsky         | - | 0 | 1 | 1 | ½ | 1 | ½ | 1 | 1 | 1  | 1  | 1  | 1  | 10    |
| 2  | Grigory Levenfish        | 1 | - | ½ | 1 | 0 | 1 | 1 | 1 | 1 | ½  | ½  | ½  | 1  | 9     |
| 3  | Fiódor Bogatyrchuk       | 0 | ½ | - | ½ | 1 | 0 | 1 | 0 | ½ | 1  | 1  | 1  | 1  | 7½    |
| 4  | Fiódor Duz-Khotimirsky   | 0 | 0 | ½ | - | 1 | ½ | 1 | ½ | 1 | 0  | 1  | 1  | 1  | 7½    |
| 5  | Vladimir Nenarokov       | ½ | 1 | 0 | 0 | - | 0 | ½ | 1 | 1 | 1  | 1  | ½  | 1  | 7½    |
| 6  | Arvid Kubbel             | 0 | 0 | 1 | ½ | 1 | - | 0 | 1 | 0 | 1  | 0  | 1  | ½  | 6     |
| 7  | Alexander Ilyin-Genevsky | ½ | 0 | 0 | 0 | ½ | 1 | - | 1 | ½ | 0  | ½  | ½  | 1  | 5½    |
| 8  | Ilya Rabinovich          | 0 | 0 | 1 | ½ | 0 | 0 | 0 | - | 1 | 1  | 1  | 1  | 0  | 5½    |
| 9  | Nikolai Grigoriev        | 0 | 0 | ½ | 0 | 0 | 1 | ½ | 0 | - | 1  | 1  | ½  | ½  | 5     |
| 10 | Nikolai Zubarev          | 0 | ½ | 0 | 1 | 0 | 0 | 1 | 0 | 0 | -  | ½  | 1  | 0  | 4     |
| 11 | Yakov Vilner             | 0 | ½ | 0 | 0 | 0 | 1 | ½ | 0 | 0 | ½  | -  | 0  | 1  | 3½    |
| 12 | Konstantin Vygodchikov   | 0 | ½ | 0 | 0 | ½ | 0 | ½ | 0 | ½ | 0  | 1  | -  | ½  | 3½    |
| 13 | Sergey Lebedev           | 0 | 0 | 0 | 0 | 0 | ½ | 0 | 1 | ½ | 1  | 0  | ½  | -  | 3½    |